# Sertum laetitiae
Mit der Enzyklika Sertum laetitiae (Gebinde der Freude) erinnert Papst Pius XII. am 1. November 1939 an den 150. Jahrestag der Einsetzung des ersten Bischofs der katholischen Kirche in den Vereinigten Staaten von Amerika. Aus diesem Grund schreibt er auch an den Erzbischof von Boston Kardinal William Henry O’Connell, den Erzbischof von Philadelphia Kardinal Denis Joseph Dougherty und alle Erzbischöfe, Bischöfe und Ordensvorsteher der Vereinigten Staaten von Amerika.

## 150. Jahrestag
Der Papst erinnert an Papst Pius VI., welcher John Carroll als ersten amerikanischen Bischof in Baltimore eingesetzt hatte. Diese Inthronisation geschah zu einer sehr unsicheren wirtschaftlichen Zeit, und der Zustand der Vereinigten Staaten war durch einen langen Krieg belastet. Es gelang schließlich George Washington, der ein Freund des Bischofs von Baltimore war, gemeinsam mit John Carroll, das Fundament der Kirche zu legen. Bereits zum 100. Jahrestag habe Papst Leo XIII. in seiner Enzyklika Longinqua oceani die Fortschritte gepriesen, welche von der Kirche in Amerika gemacht worden waren, Leo XIII. richtete aber auch Ermahnungen an die Verantwortlichen.

## Katholische Kirche in den Vereinigten Staaten
Der gegenwärtige Stand der Römisch-katholischen Kirche in den Vereinigten Staaten wird von Pius XII. wie folgt beziffert: 19 Kirchenprovinzen; 115 Diözesen; fast 200 Seminare und unzählige Kirchenbauten, Schulen und Gymnasien, Hochschulen und Krankenhäuser, Unterkünfte für Arme und Asylsuchende. Des Weiteren haben man in den USA missionarische Verbände und viele Gesellschaften gegründet, die der Verbreitung des Evangeliums dienen. Hier erinnert Pius XII. an seinen Besuch in den USA vom Oktober 1936 und rühmt die Aktivitäten, die seit der Gründung die Verbreitung des Glaubens vorangetrieben haben. Große Hoffnung setzt er auf die Katholische Universität von Amerika. Pius XII. unterstützt den Wunsch des amerikanischen Episkopats in Rom ein päpstliches Kollege für amerikanische Priesterseminaristen zu errichten.

## Warnungen und Ermahnungen
Pius XII. warnt in dieser Enzyklika vor den negativen Entwicklungen in der amerikanischen Gesellschaft, zu denen er die Ausbreitung des Egoismus, die Vergnügungssucht, das Laster der Trunkenheit, die kostspielige Mode, das Vorherrschen von Verbrechen und Morden, die Begierde nach Macht, die Vernachlässigung der Armen und Kranken, die Zerrüttung der Familie, die Ehescheidungen, die Geburtenkontrolle, den Verlust an Autorität und die Pflichtverletzungen an Land und Volk zählt. Noch einmal erwähnt er Papst Leo XIII., der in seiner Enzyklika Arcanum divinae sapientia über die christliche Ehe geschrieben habe.
Pius XII. ermahnt in seiner Exhortatio die Priester sich in dem Studium der Theologie mit dem Wissen über die Menschheit gut vorzubereiten, damit sie in den Jahren der Vorbereitung mit der Geschichte der Kirche vertraut würden und die Dogmen, Kirchengesetze, Sakramente, Schriften und Liturgie in Weisheit vorleben sollen.

## Erdengüter und Güterverteilung
Pius XII. erklärt, dass die Wurzeln dieser Lehre in der unumstößlichen Forderung lägen, 

„...nämlich dass die Güter, die Gott für die Menschen insgesamt schuf, im Ausmaß der Billigkeit nach den Grundsätzen der Gerechtigkeit und Liebe allen zuströmen.“

 Der Papst geht des Weiteren auf die Enzyklika Quadragesimo anno von Pius XI. ein und wiederholt: 

„...jede Anstrengung müsse gemacht werden, dass  die Familien genügend Lohn erhalten, um ihre normalen häuslichen Bedürfnisse zu erfüllen. Sollte diese gesellschaftliche Forderung zur Verteilung der Güter nicht verwirklicht werden, so sind Reformen einzuleiten, die gerechte Lohne garantieren. Es sei eine Aufgabe der Gewerkschaften, sich für dieses Recht einzusetzen und Regeln zur Gerechtigkeit zu schaffen. Die Regeln sollten aus Gerechtigkeit, Ehrlichkeit und Anpassung der Normen bestehen.“

 Besonders habe dieses Leo XIII. in seiner Enzyklika Rerum novarum gefordert, und er wollte die Frage nach den gesellschaftlichen Reformen in Übereinstimmung mit dem Evangelium verstanden wissen will.

## Versammlungsfreiheit
Da die Menschen von der Natur her gemeinschaftsbezogen seien, entstehe hieraus das Recht auf Versammlungs- und Vereinigungsfreiheit, mahnt Pius XII. an. Die Menschen könnten den Gemeinschaftsgründungen die Form geben, die sie für die geeignete hielten, um das Ziel zu erreichen, das sie sich gesteckt hätten. Sie könnten aus diesen Gemeinschaften aus eigenem Antrieb und aus eigener Verantwortung handeln sowie diese zum gewünschten Ziel hinlenken.